# Spilosoma simplex
Spilosoma simplex là một loài bướm đêm thuộc phân họ Arctiinae, họ Erebidae.